# Absolution (album)
 For alternative betydninger, se Absolution. (Se også artikler, som begynder med Absolution)
Absolution er det tredje studiealbum fra det engelske rockband Muse. Albummet blev udgivet af A&E Records d. 21. september 2003. Der er udgivet seks singler fra albummet.

## Spor
Al musik komponeret af Matthew Bellamy.
| Nr.           | Titel                         | Længde |
| ------------- | ----------------------------- | ------ |
| 1.            | "Intro"                       | 0:22   |
| 2.            | "Apocalypse Please"           | 4:12   |
| 3.            | "Time Is Running Out"         | 3:56   |
| 4.            | "Sing for Absolution"         | 4:54   |
| 5.            | "Stockholm Syndrome"          | 4:58   |
| 6.            | "Falling Away with You"       | 4:40   |
| 7.            | "Interlude"                   | 0:37   |
| 8.            | "Hysteria"                    | 3:47   |
| 9.            | "Blackout"                    | 4:22   |
| 10.           | "Butterflies and Hurricanes"  | 5:01   |
| 11.           | "The Small Print"             | 3:28   |
| 12.           | "Endlessly"                   | 3:49   |
| 13.           | "Thoughts of a Dying Atheist" | 3:11   |
| 14.           | "Ruled by Secrecy"            | 4:54   |
| Total længde: | Total længde:                 | 52:19  |